# Thomas C. Platt
Thomas Collier Platt foi um político americano, que serviu por dois mandatos como senador pelo estado de Nova Iorque.